# Dyspersja (biologia)

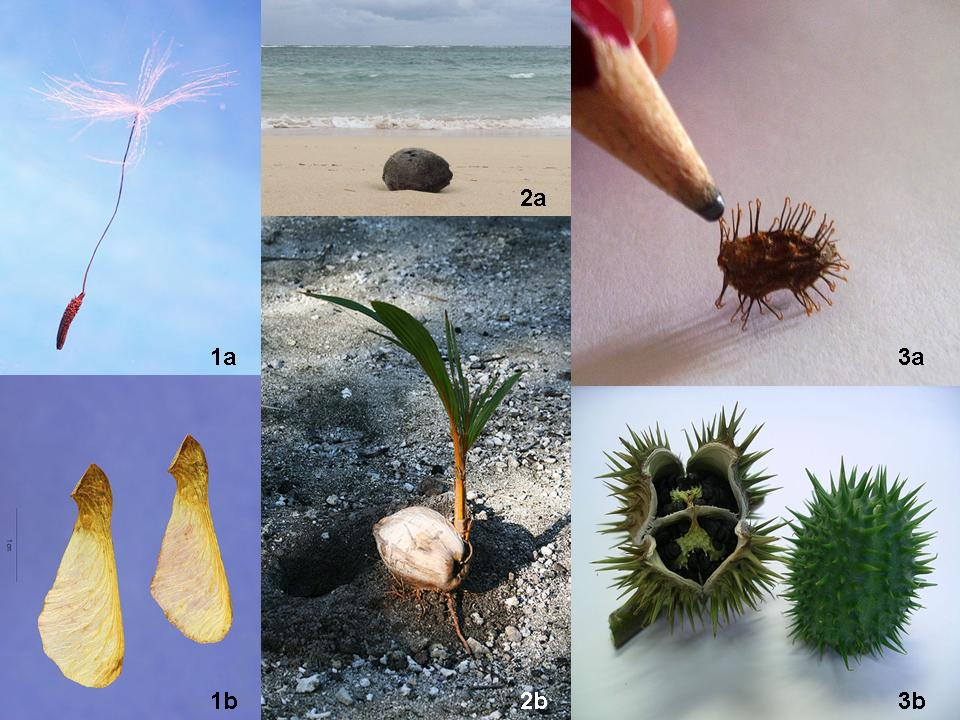
Trzy sposoby rozsiewania owoców:
1a. anemochoria – owoc mniszka z aparatem lotnym z puchu kielichowego
1b. anemochoria – skrzydlaki klonu
2a. hydrochoria – owoc kokosa przeniesiony przez wodę w odległe miejsce
2b. hydrochoria – kiełkujący owoc kokosa
3a. zoochoria – owoc rzepnia kolczastego, przyczepiający się do sierści zwierząt
3b. zoochoria – owoc bielunia dziędzierzawy

Dyspersja (z łac. dispersio, czyli rozproszenie), rozprzestrzenianie się – proces przemieszczania się organizmów w stosunku do obszaru zajętego przez populację lub poza organizm macierzysty. 
Dyspersja kierunkowa to migracja (zwierząt lub roślin). Bezkierunkowe przemieszczanie się młodych ptaków po uzyskaniu samodzielności poza miejsce rozrodu nazywane jest dyspersją polęgową.

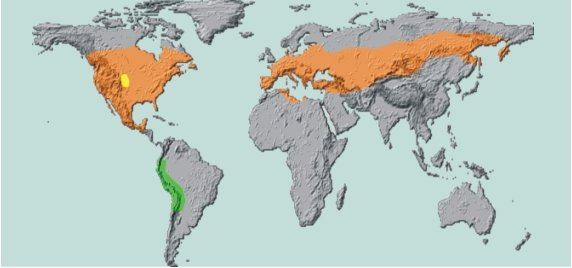
Przykład dyspersji stonki ziemniaczanej (kolor żółty: kolebka; pomarańczowy: obecny zasięg; zielony: kolebka ziemniaka)

Ze względu na tempo i sposób rozprzestrzeniania się organizmów można wydzielić kilka jego typów. Według systemu Evelyn Christine Pielou są to:
- rozchodzenie się (ang. diffusion), czyli powolne, rozciągające się na całe pokolenia, rozszerzanie zasięgu gatunku w korzystnych warunkach (np. trwające od połowy XIX w. rozchodzenie się brudnicy nieparki w Ameryce Północnej)
- rozprzestrzenianie się skokowe (ang. jump dispersal), czyli pokonanie bariery przez niewielką grupę osobników i utworzenie w ciągu życia pokolenia założycielskiego zupełnie nowej populacji lokalnej (np. kolonizacja wysp, niektóre przypadki przesiedlenia przez człowieka)
- powolne rozszerzanie zasięgu (ang. secular dispersal), związane z ewolucją gatunku.

U roślin głównym sposobem dyspersji jest rozsiewanie propagul. Za formę adaptacji umożliwiającą dyspersję w czasie uważana jest diapauza. 
Do czynników ograniczających możliwości dyspersji osobników należą czynniki geograficzne (na przykład izolacja na wyspach środowiskowych) oraz bariery topograficzne, naturalne (rzeki, pasma górskie) i pochodzenia antropogenicznego (autostrady). 
W ramach ochrony przyrody tworzone są korytarze ekologiczne, umożliwiające dyspersję zwierząt i roślin oraz zachowanie łączności pomiędzy zdefragmentowanymi siedliskami.